# ビル・ウェア
ビル・ウェア（Bill Ware、1959年1月28日 - ）は、アメリカのジャズ・ヴィブラフォン奏者である。

## 略歴
ビル・ウェアはキャリアの早い段階でベースとピアノを演奏し、ハーレム・ジャズモービルにて演奏した。ラテンジャズを数年間演奏した後、自身のラテンジャズ・グループ「AM Sleep」を結成した。1987年にはジャズ・パッセンジャーズに加わり、1990年にクラブ・バード・オールスターズとしてサイドメンのグループをまとめ、日本ツアーに同行した。これに加えて、1990年代前半にグルーヴ・コレクティヴやスティーリー・ダンと共演した。活動10年の後半、「Vibes」というアンサンブルで、元ジャズ・パッセンジャーズの仲間であるブラッド・ジョーンズとE.J.ロドリゲスとチームを組んだ。2001年のデューク・エリントンへのトリビュート作は、ギターのマーク・リボーと共にレコーディングされた。デボラ・ハリーは2002年の労作『Four』にゲストとして迎えられている。2000年代半ば、ウェアはジャズと西洋のクラシック音楽、そして5つの映画音楽を（ジャズ・パッセンジャーズのバンドメイトであるロイ・ネイザンソンと共に）ブレンドするいくつかのプロジェクトを行った。

## ディスコグラフィ

### リーダー・アルバム
- 『ロング・アンド・スキニー』 - Long and Skinny (1993年、Knitting Factory)
- The Adventure (1994年、Eightball)
- This Is No Time (1997年、Eightball)
- Keeping Up with the Jones (1999年、Cathexis)
- 『サー・デューク』 - Sir Duke (2001年、Knitting Factory)
- Wonder Full (2008年、Random Chance)
- 『プレイド・ライト』 - Played Right (2009年、Cheetah)

### グルーヴ・コレクティヴ
- 『グルーヴ・コレクティヴ!!』 - Groove Collective (1994年、Reprise/Giant Step)
- 『ウィ・ザ・ピープル』 - We the People (1996年、Giant Step)
- Dance of the Drunken Master (1998年、Shanachie)
- Declassified (1999年、Shanachie)
- 『イッツ・オール・イン・ユアー・マインド』 - It's All in Your Mind (2001年、Shanachie)

### ジャズ・パッセンジャーズ
- 『ブロークン・ナイト、レッド・ライト』 - Broken Night Red Light (1987年、Les Disques du Crépuscule)
- 『ウィ・ザ・パリジャンズ』 - Deranged and Decomposed (1988年、Les Disques du Crépuscule)
- Implement Yourself (1990年、New World)
- 『ライヴ・アット・ザ・ニッティング・ファクトリー』 - Live at the Knitting Factory (1991年、Knitting Factory)
- 『プレイン・オールド・ジョー』 - Plain Old Joe (1993年、Knitting Factory)
- 『ジャズ・パッセンジャーズ・イン・ラヴ』 - In Love (1994年、High Street)
- 『インディヴィジュアリィ・ツイステッド』 - Individually Twisted (1996年、32 Records)
- 『リユナイテッド』 - Re-United (2010年、Justin Time)
- April 1990 (2015年、Promising Music)
- 『スティル・ライフ・ウィズ・トラブル』 - Still Life with Trouble (2017年、Thirsty Ear)

### ヴァイブス
- Vibes (1998年、Knitting Factory)
- With Drawn (1999年、Knitting Factory)
- Liebe Tunina (2000年、Knitting Factory)
- Vibes 4 (2001年、Knitting Factory)

### 参加アルバム
エルヴィス・コステロ
- 『ホエン・アイ・ワズ・クルーエル』 - When I Was Cruel (2002年、Island) ※「Tear Off Your Own Head」に参加
- 『ノース』 - North (2003年、Deutsche Grammophon)
- 『ジュリエット・レターズ』 - The Juliet Letters (2006年、Rhino)

ロイ・ネイザンソン
- Little Fred (1990年、Crepuscule)
- 『ファイア・アット・キートンズ・バー&グリル』 - Fire at Keaton's Bar & Grill (2000年、Six Degrees)

その他
- レズ・アバシ : Natural Selection (2010年、Sunnyside)
- レズ・アバシ : 『栄光の70年代ジャズ～フュージョン作品集!』 - Intents and Purposes (2015年、Enja)
- イヴ・ベグラリアン : Tell the Birds (2006年、New World)
- ブルックリン・ファンク・エッセンシャルズ : 『メイド・イン・ブルックリン』 - Cool and Steady and Easy (1994年、Dorado)
- トム・ブラウン : 『ワッツアップ』 - S' Up (2010年、Cheetah)
- デヴィッド・バーン : 『デヴィッド・バーン』 - David Byrne (1994年、Luaka Bop)
- キャンプ・ロー : Uptown Saturday Night (1997年、Profile)
- マーシャル・クレンショウ : What's in the Bag? (2003年、Razor & Tie)
- DJロジック : 『プロジェクト・ロジック』 - Project Logic (1999年、Ropeadope)
- デヴィッド・ギルモア : Transitions (2017年、Criss Cross)
- コリー・グローヴァー : Hymns (1998年、LaFace)
- ジェローム・ハリス : Hidden in Plain View (1995年、New World)
- デボラ・ハリー : Necessary Evil (2007年、Eleven Seven Music)
- 本田ゆか : Memories Are My Only Witness (2002年、Tzadik)
- キャッテル・ケイネック : 『オー・シーズンズ、オー・キャッスルズ』 - Ô Seasons Ô Castles (1994年、Elektra)
- ロス・アミーゴス・インビジブレス : 『ザ・ニュー・サウンド・オブ・ザ・ヴェネズエラン・ゴサデーラ』 - The New Sound of the Venezuelan Gozadera (1998年、Luaka Bop)
- J.D.パーラン : J. D. Parran & Spirit Stage (1997年、Y'All of New York)
- マリオ・パヴォーン : Song for Septet (1994年、New World)
- シーシー・ペニストン : 『ソート・ヤ・ニュー』 -Thought 'Ya Knew (1994年、A&M)
- ボビー・プレヴァイト : Set the Alarm for Monday (2008年、Palmetto)
- ロウ・スタイラス : 『プッシング・アゲインスト・ザ・フロウ』 - Pushing Against the Flow (1995年、BMG)
- リパーカッションズ : 『アース・アンド・ヘヴン』 - Earth and Heaven (1995年、Warner Bros.)
- リパーカッションズ : 『チャームド・ライフ』 - Charmed Life (1997年、Canyon)
- マーク・リボー : Shoe String Symphonettes (1997年、Tzadik)
- ジャニス・シーゲル : I Wish You Love (2002年、Telarc)
- スティーリー・ダン : 『アライヴ・イン・アメリカ』 - Alive in America (1995年、Giant)
- アンディ・サマーズ : 『ペギーズ・ブルー・スカイライト』 - Peggy's Blue Skylight (2000年、BMG)
- ジョン・ゾーン : John Zorn's Cobra: Live at the Knitting Factory (1995年、Knitting Factory)